# Ajmag Hovd
Ajmag Hovd (Mongools: Ховд аймаг), ook geschreven als Khovd, is een van de eenentwintig ajmguud (bestuurlijke regio's) van Mongolië. De hoofdstad is de gelijknamige stad Hovd.
Hovd ligt in het westen van Mongolië, zo'n 1.580 kilometer verwijderd van de Mongoolse hoofdstad Ulaanbaatar. De provincie wordt beschouwd als verafgelegen, zelfs volgens Mongoolse begrippen.
De zuidgrens en een deel van de westgrens vormen tevens de landsgrens met China, meer bepaald met de autonome regio Xinjiang.

## Bevolking
De bevolking van Khovd is multicultureel van samenstelling. Er wonen ruim 17 nationaliteiten en etnische groepen. Elke groep heeft zijn eigen traditionele manier van wonen, verspreidingspatroon, kleding, en andere culturele kenmerken. 
| Etnische groep           | Mongoolse naam | 1979   | %    | 1989   | %    | 2000   | %    |
| ------------------------ | -------------- | ------ | ---- | ------ | ---- | ------ | ---- |
| Chalcha-Mongolen         | Халх           | 17.343 | 28   | 20.397 | 27   | 23.832 | 27   |
| Zakhchin                 | Захчин         | 14.464 | 23   | 17.228 | 23   | 21.645 | 25   |
| Kazachen                 | Казак          | 9.425  | 15   | 12.814 | 16   | 10.005 | 12   |
| Torgut                   | Торгууд        | 5.566  | 9    | 6.703  | 9    | 6.995  | 8    |
| Olots                    | Өөлд           | 4.823  | 8    | 5.622  | 7    | 6.503  | 7    |
| Altai Urianchai          | Урианхай       | 4.587  | 7    | 5.403  | 7    | 6.592  | 8    |
| Dörvöd                   | Дөрвөд         | 2.856  | 5    | 3.609  | 5    | 5.242  | 6    |
| Myangad                  | Мянгад         | 2.855  | 5    | 3.517  | 5    | 4.287  | 5    |
| Toevanen                 | Тува           | -      | -    | 239    | 0.31 | 724    | 0.83 |
| Bayad                    | Баяд           | 129    | 0.21 | 227    | 0.30 | 377    | 0.43 |
| Chanten                  | Чантуу         | 183    | 0.29 | 187    | 0.24 | 258    | 0.30 |
| Khoshut-Mongolen         | Хошууд         | -      | -    | -      | -    | 149    | 0.17 |
| Andere Mongoolse burgers |                | 93     | 0.15 | 176    | 0.23 | 203    | 0.23 |
| Totaal                   |                | 62.565 | 100  | 76.553 | 100  | 86.831 | 100  |

De bevolkingsgroei vlakte af rond 1991, daarna compenseerde migratie de natuurlijke groei en schommelde de bevolking rond de 90.000 mensen. In 2010 was het aantal gedaald tot ruim 82.000 inwoners. In 2018 was de bevolking echter weer toegenomen tot 88.330 inwoners.

## Geografie

### Klimaat
Khovd heeft een steppe- tot woestijnklimaat, code BSk of BWk (de grens hiertussen ligt bij 200 mm neerslag) volgens de klimaatclassificatie van Köppen. Het klimaat is sterk continentaal, met grote temperatuurverschillen tussen winter en zomer en tussen dag en nacht. In de zomer kan het overdag rond 40°C worden, in de winter kan het in de nacht -30°C worden. Er valt weinig neerslag, gemiddeld rond 200 mm per jaar.

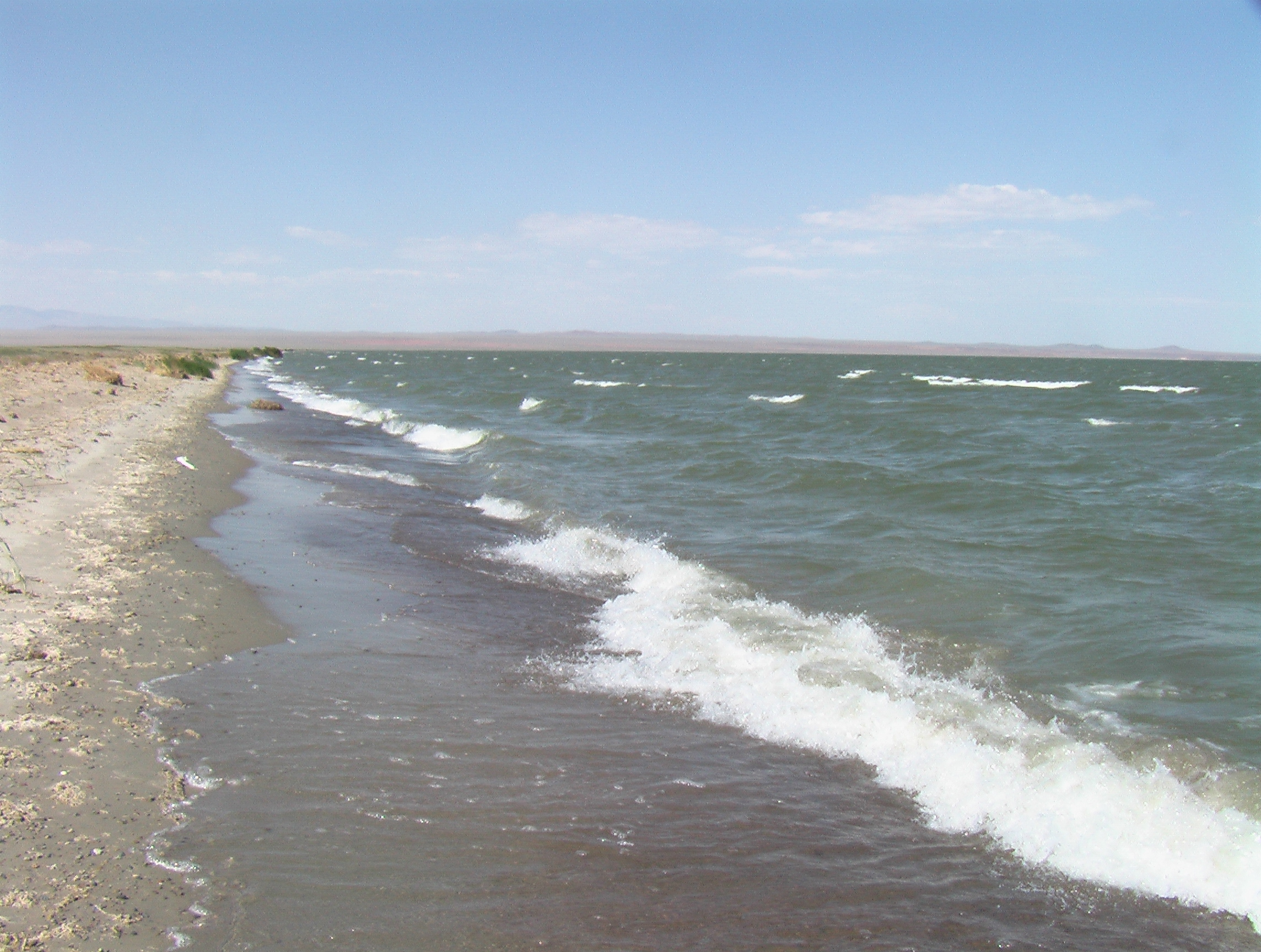
Khar-Nuur

### Meren
In het noorden van het gebied liggen de meren Khar-Us Nuur, Khar Nuur en Dörgön Nuur.

### Bergen
Het Altajgebergte is landschapsbepalend voor Ajmag Khovd.

## Economie

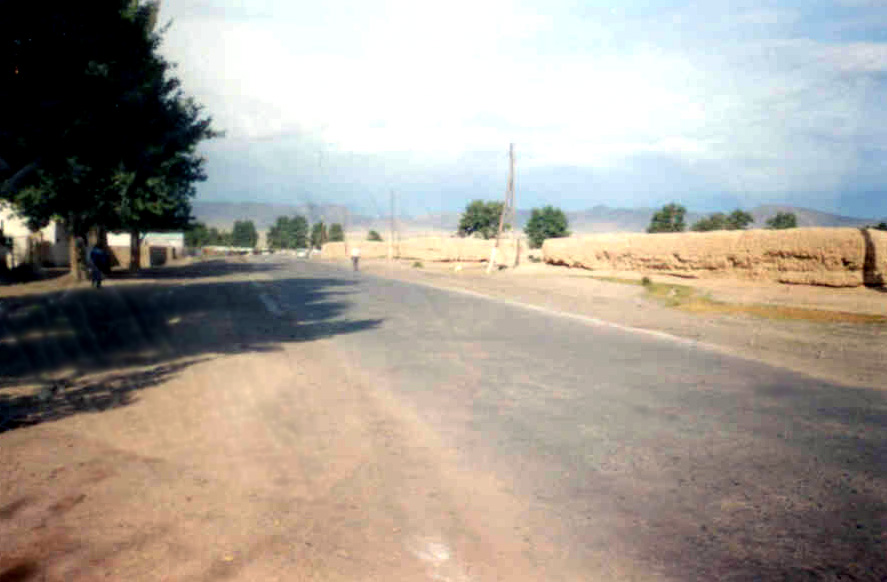
Ruïne van een fort in de Provincie Khovd

De belangrijkste activiteit is het houden van vee. Het aantal dieren bedroeg in 2014 ruim 2,6 miljoen. 
Het gebied rond de stad Khovd is bekend om de teelt van watermeloenen. Een dam met hydro-elektrische centrale is in de jaren tot 2019 aangelegd in een rivier tussen de meren Khar-Us en Khar. Het vermogen van de centrale is 12 MW en er kan 38 miljoen kW per jaar worden opgewekt. Dat moet genoeg zijn voor Khovd en twee andere westelijke Ajmags. 

Toerisme en jacht trekken bezoekers aan, ook uit het buitenland. De natuurlijke omgeving met bergen, zout- en zoetwatermeren, grotten met rotsschilderingen uit de oudheid en forten dragen bij aan de belangstelling.

### Transport
De stad Khovd beschikt over een vliegveld met verharde baan van 2,5 km lengte. Er wordt gevlogen op Ulaanbaatar, Mörön en Bulgan. 
Arhangaj · Bajan-Ölgi · Bajanhongor · Bulgan · Darhan-Uul · Dornod · Dornogovĭ · Dundgovĭ · Govĭ-Altaj · Govĭsümber · Henti · Hovd · Hövsgöl · Ömnögovĭ · Orhon · Övörhangaj · Selenge · Sühbaatar · Töv · Uvs · Zavhan